# أوانامينت
أوانامينت هي مدينة من مدن هايتي. يبلغ عدد سكانها 100.000 نسمة. تقع على ضفاف نهر ماساكري التي تفصل بين هايتي وجمهورية الدومينيكان.